# Les Gaz mortels
Les Gaz mortels er en fransk stumfilm fra 1916 af Abel Gance.

## Medvirkende
- Maud Richard (fr) som Maud
- Léon Mathot som Mathus
- Émile Keppens som Edgar Ravely
- Doriani som Ted
- Henri Maillard som Pr Hopson
- Germaine Pelisse som Olga Ravely